# The Spy (1911)
The Spy is een Amerikaanse speelfilm uit 1911, geregisseerd door Otis Turner. De film is gebaseerd op de roman The Spy: A Tale of the Neutral Ground (1821) van James Fenimore Cooper.